# 노동에 따른 분배 법칙
노동에 따른 분배 법칙(영어: To each according to his contribution, Law of Distribution according to Work done) 또는 노동성과분배론(勞動成果分配論)은 분배에 있어서 노동자들이 사회에 자신의 노동력 및 생산력을 공급한만큼 소비재를 공정하게 분배받는다는 사회주의 경제의 기본 원칙이다. 프리드리히 엥겔스는 자신의 저서 《반뒤링론》에서 "순수 경제적인 측면만 고려한다면 분배는 추가적인 생산을 위해 조절되는 것이고, 생산활동은 사회의 전 구성원으로 하여금 자신의 능력을 고양, 유지하며 행사할 수 있게 해주며, 이에 연관된 분배양식은 생산활동에게 가장 큰 영향을 준다."라고 설명했다.

## 개요
능력에 따라 일하고, 필요에 따라 분배받는 사회를 표방하는 높은 단계의 공산주의 입장에서 노동성과분배론은 낮은 단계의 체제에 불과하다, 하지만 높은 단계의 공산주의 체제가 형성되려면 모든 소비재가 남아서 사용될 만큼 생산력의 발달 수준이 높아야한다. 또한 높은 단계의 공산주의 체제는 낮은 단계의 공산주의, 즉, 사회주의 체제를 거쳐야 확립될 수 있다. 이러한 성격에서 노동성과분배론은 사실상 낮은 단계의 공산주의에서 실행되는 생산양식 및 분배법칙이다.
이러한 특징을 볼 때, 사회주의 하에서는 근로인민에게 그들이 사회적 생산에 참가한 정도에 상관없이 동일한 양의 물질적 가치를 분배해주는 것 또한 마찬가지로 불가능하다는 것을 인식한다고 볼 수 있으며, 사회주의자들도 마찬가지로 생산력의 발전이 미비한 상태에서 노동 성과에 상관없는 '동일 임금 지급'은 사람들의 필요를 획일화하고 그들의 노동활동과 능력의 발전을 가로막는다고 주장한다. 이 때문에 사회주의를 '노동 성과에 상관없이 생산에 참가한 모든 인원에게 동일한 임금을 지급하는 사상 및 체제'라고 볼 수 없는 것이다.
노동성과분배론은 사회주의의 객관적 조건과 일치하는 것이다. 모든 노동자들은 그들이 사회에 기여한 생산력(즉, 노동력)에 대해서 사회적 배당(Social dividend)을 제외한 나머지를 정확히 돌려받는다. 이러한 특징 때문에 사회주의 국가에서 노동의 측정과 소비의 측정을 통제하는 것은 매우 중요한 임무 중 하나이다. 사회주의 사회에서 노동자 개개인이 자신이 사회에 공급한 노동의 질과 양에 따라 정확하게 분배받는 것은 노동자 생산의 기술적 수준을 향상시키고, 기계화와 자동화를 실천하게 하며 발달된 기술을 도입하게 하고, 생산과 노동조직을 개선시키도록하는 것과 동시에 진행되어야 한다.
위와 같은 모든 사회주의적 정책은 노동자들 개개인의 문화성, 지식, 창조성, 노동숙련도, 책임성, 사회주의적 도덕성을 고양시키기 위함인 것도 있다. 특히 노동숙련도와 창조성, 책임성의 고양은 사회주의 사회가 공산주의 사회로 이행하기 위해 최상의 수준으로 올라가야 할 중요 요소에 해당한다. 또한, 사회주의 사회에서 노동생산성에 따라 정확하게 분배될 때 그 분배 형태는 제한이 없는 상태로 존속된다. 즉, '화폐'일 수도 있으며, '사회기금' 또는 '현물'일 수도 있다.

### 자본주의 사회의 노동성과분배론
카를 마르크스가 주장한 '자본주의 사회구성체론'에 따라 자본주의 사회에서도 사회주의에서 주장하는 정책원리가 적용될 수도 있다. 그러나 자본주의 사회는 원칙, 절대적으로 자본축적, 불로소득이 허용된 상태이기 때문에 노동성과분배가 사회주의 사회에서와 달리 기술적 측면이 아니라 인위적 측면으로 침해당할 수 있는 하나의 보편적이지 않은 노동자들의 권리에 불과하다. 이러한 상태에서는 불로소득제를 인상하거나, 자본축적을 방지하는 제도(순환출제 금지, 금융에 관한 누진세제, 법인세 인상, 독과점 방지)를 실행함으로 노동성과분배의 침해를 막을 수 있다.

### 공산주의 사회의 노동성과분배론
보통, 낮은 단계의 공산주의를 사회주의라고 칭하며, 높은 단계의 공산주의를 명사 원형으로 '공산주의'라고 부르는 게 일반적인 것이다. 공산주의 사회에서는 노동성과분배론이란 개념이 사라지고, 모두가 필요에 따라 분배받고, 의무화 된 노동을 통해서 자신의 정체성, 내면의 해방을 이루며, 노동 자체가 인간해방의 영속적 과정으로 진행된다.

## 비판
노동성과분배론은 주류 경제학 전문가들에게도 개개인의 노동력 소비에 따라 정확하게 분배해줘야 한다는 이론이기 때문에 공정성과 효율성에 있어서 결함이 없다고 판단되지만, 그 실행 과정에는 문제가 많다고 지적된다. 각기계층의 노동자들의 노동을 개별로 짜서 그 난이도, 질, 양을 정확히 어떻게 측정할 것이며, 그 노력에 따라 어떻게 분배하냐는 것이다. 21세기 사회주의 계열 경제학자들은 이러한 반론을 해결하기 위해 각 노동의 사회적 중요성, 생산성, 난이도 등을 보편적인 사회적 정서를 전제로 연구하려고 노력중이며, 정보화 시스템의 효과적인 이용 또한 주장하고있다.

## 같이 보기
- 일하지 않는 자여, 먹지도 마라
- 레닌주의
- 지적 재산권